# Agrostis novogaliciana
Agrostis novogaliciana är en gräsart som beskrevs av Mcvaugh. Agrostis novogaliciana ingår i släktet ven, och familjen gräs. Inga underarter finns listade i Catalogue of Life.